# Dziczki
Dziczki (biał. Дзічкі, ros. Дички) – wieś na Białorusi, w obwodzie mińskim, w rejonie mińskim, w sielsowiecie Pietryszki.